# Schwarzenbach (Baixa Áustria)
Schwarzenbach (Baixa Áustria) é um município da Áustria localizado no distrito de Wiener Neustadt-Land, no estado de Baixa Áustria.